# 科威河
科威河（Kowhai River）是新西兰南岛东北部的一条河流。它流經凯库拉岭，在抵達沿海平原後折向东南，最終在凱庫拉以西3公里处流入太平洋。